# Liste der Bodendenkmäler in Forchheim
Auf dieser Seite sind die Bodendenkmäler in der oberfränkischen Großen Kreisstadt Forchheim zusammengestellt. Diese Tabelle ist eine Teilliste der Liste der Bodendenkmäler in Bayern. Grundlage ist die Bayerische Denkmalliste, die auf Basis des Bayerischen Denkmalschutzgesetzes vom 1. Oktober 1973 erstmals erstellt wurde und seither durch das Bayerische Landesamt für Denkmalpflege geführt wird. Die folgenden Angaben ersetzen nicht die rechtsverbindliche Auskunft der Denkmalschutzbehörde.

## Bodendenkmäler in Forchheim
| Lage       | Objekt | Akten-Nr.     | Bild           |
| ---------- | --- | ------------- | -------------- |
| (Standort) | Mittelalterlicher Turmhügel | D-4-6232-0055 |                |
| (Standort) | Siedlung der jüngeren Latènezeit | D-4-6232-0056 |                |
| (Standort) | Siedlung des Endneolithikums und der Urnenfelderzeit | D-4-6232-0058 |                |
| (Standort) | Siedlung der Urnenfelderzeit | D-4-6232-0059 |                |
| (Standort) | Bestattungsplatz mit Grabhügel vorgeschichtlicher Zeitstellung. | D-4-6232-0063 |                |
| (Standort) | Bestattungsplatz mit Grabhügel vorgeschichtlicher Zeitstellung | D-4-6232-0064 |                |
| (Standort) | Bestattungsplatz mit Grabhügeln vorgeschichtlicher Zeitstellung mit Bestattungen | D-4-6232-0065 |                |
| (Standort) | Siedlung des Neolithikums und der Urnenfelderzeit | D-4-6232-0071 |                |
| (Standort) | Gräberfeld der Urnenfelderzeit | D-4-6232-0073 |                |
| (Standort) | Siedlung vorgeschichtlicher Zeitstellung | D-4-6232-0090 |                |
| (Standort) | Freilandstation des Mesolithikums | D-4-6232-0110 |                |
| (Standort) | Siedlung der Latènezeit. | D-4-6232-0174 |                |
| (Standort) | Siedlung vor- und frühgeschichtlicher Zeitstellung | D-4-6232-0189 |                |
| (Standort) | Siedlung vor- und frühgeschichtlicher Zeitstellung | D-4-6232-0291 |                |
| (Standort) | Siedlung der Urnenfelderzeit | D-4-6232-0292 |                |
| (Standort) | Gräberfeld und Siedlung der Urnenfelderzeit | D-4-6232-0293 |                |
| (Standort) | Untertägige Bauteile der katholischen Pfarrkirche St. Johann Baptist des 18. Jahrhunderts, Fundamente mittelalterlicher Vorgängerbauten sowie Körpergräber vermutlich des Mittelalters und der Neuzeit                                                                               | D-4-6232-0296 |                |
| (Standort) | Untertägige Bauteile der neuzeitlichen Mühle sowie Fundamente mittelalterlicher Vorgängerbauten | D-4-6232-0298 |                |
| (Standort) | Untertägige Bauteile der spätmittelalterlichen bis frühneuzeitlichen katholischen Pfarrkirche zu den Heiligen Drei Königen, vermutlich Fundamente früh- bis hochmittelalterlicher Vorgängerbauten sowie Körpergräber des Mittelalters und der Neuzeit                                | D-4-6232-0303 |                |
| (Standort) | Frühmittelalterlicher Siedlungskern von Burk | D-4-6232-0304 |                |
| (Standort) | Untertägige Bauteile der katholischen Stadtpfarrkirche St. Martin des 11. bis 18. Jahrhunderts, Fundamente früh- und hochmittelalterlicher Vorgängerbauten sowie Körpergräber des Mittelalters und der frühen Neuzeit                                                                | D-4-6232-0316 |                |
| (Standort) | Untertägige Bauteile der St.-Antonius-Kirche sowie der Klosterbauten des ehemaligen Franziskanerkloster Forchheim | D-4-6232-0317 |                |
| (Standort) | Untertägige Bauteile der frühneuzeitlichen Kapelle St. Gereon | D-4-6232-0318 |                |
| (Standort) | Untertägige Bauteile der katholischen Spitalkirche St. Katharina und der Spitalgebäude des späten Mittelalters und der frühen Neuzeit sowie vermutlich Fundamente hochmittelalterlicher Vorgängerbauten                                                                              | D-4-6232-0319 |                |
| (Standort) | Untertägige Bauteile der hoch- bis spätmittelalterlichen Marienkapelle | D-4-6232-0320 |                |
| (Standort) | Untertägige Bauteile des spätmittelalterlichen bis frühneuzeitlichen fürstbischöflichen Schlosses und Fundamente hochmittelalterlicher Vorgängerbauten | D-4-6232-0321 |                |
| (Standort) | Untertägige Bauteile von Abschnitten der spätmittelalterlichen Stadtmauer, Fundamente abgegangener Mauerpartien und Tore sowie vermutlich Reste eines vorgelagerten Grabens | D-4-6232-0322 |                |
| (Standort) | Untertägige Siedlungsteile des späten Mittelalters und der frühen Neuzeit im Bereich der spätmittelalterlichen Stadterweiterungen Raschenbach, Am Altenbach sowie im Bereich des Katharinenspitals                                                                                   | D-4-6232-0323 |                |
| (Standort) | Untertägige Siedlungsteile der jüngeren römischen Kaiserzeit, des frühen, hohen und späten Mittelalters sowie der frühen Neuzeit im Kernbereich der Altstadt | D-4-6232-0324 |                |
| (Standort) | Untertägige Bauteile erhaltener Bastionen und Kurtinen, Fundamente abgegangener Bauteile sowie vorgelagerter Graben der frühneuzeitlichen Bastionärsbefestigung | D-4-6232-0325 |                |
| (Standort) | Erdbauten des Ludwig-Donau-Main-Kanals (1836–45) | D-4-6232-0419 | weitere Bilder |
| (Standort) | Mittelalterlicher Wasserburgstall | D-4-6332-0030 |                |
| (Standort) | Höhensiedlung der Urnenfelderzeit und der Hallstattzeit | D-4-6332-0047 |                |
| (Standort) | Siedlung des Neolithikums | D-4-6332-0048 |                |
| (Standort) | Siedlung der Urnenfelderzeit und Siedlung der frühen Latènezeit | D-4-6332-0147 |                |
| (Standort) | Siedlung vor- und frühgeschichtlicher Zeitstellung | D-4-6332-0148 |                |
| (Standort) | Freilandstation des Mesolithikums sowie Siedlung der Urnenfelderzeit und der Hallstattzeit | D-4-6332-0150 |                |
| (Standort) | Siedlung des Endneolithikums, der Urnenfelderzeit, der frühen und späten Latènezeit sowie Flachgräberfeld der Urnenfelderzeit und vermutlich verschleiftes Grabhügelfeld der Hallstattzeit                                                                                           | D-4-6332-0179 |                |
| (Standort) | Untertägige Bauteile der katholischen Pfarrkirche St. Johannes Baptist und St. Ottilie des 18. Jahrhunderts sowie Fundamente mittelalterlicher Vorgängerbauten, untertägige Bauteile der spätmittelalterlichen Kirchhofbefestigung und Körpergräber des Mittelalters und der Neuzeit | D-4-6332-0181 |                |